# Weberbauera herzogii
Weberbauera herzogii är en korsblommig växtart som först beskrevs av Otto Eugen Schulz, och fick sitt nu gällande namn av Al-shehbaz. Weberbauera herzogii ingår i släktet Weberbauera och familjen korsblommiga växter. Inga underarter finns listade i Catalogue of Life.